# Toyota
Pour les articles homonymes, voir Toyota (homonymie).
Toyota, officiellement Toyota Motor Corporation (トヨタ自動車株式会社, Toyota jidōsha kabushiki gaisha), est un constructeur automobile originaire du Japon. Le siège du groupe est situé dans la ville de Toyota. Il est en 2017 le premier constructeur automobile mondial pour les performances financières devant Volkswagen et Daimler. En 2014, Toyota écoule 10,23 millions d'unités (+ 3 % par rapport à 2013), le Groupe demeure le premier constructeur mondial en nombre de véhicules vendus. En 2017, Toyota possède la valorisation la plus élevée au monde dans le secteur automobile et la huitième mondiale toutes activités confondues avec 41,1 milliards de dollars (soit 33,42 milliards d'euros), selon le classement Forbes. Pourtant, fin 2016, Volkswagen détrône Toyota et devient le premier constructeur automobile mondial en nombre d'unités vendues. Elle est, selon le Forbes Global 2000, la dixième entreprise mondiale au 1er mai 2017. En juin 2020, Tesla détrône Toyota et devient le premier constructeur automobile mondial en capitalisation boursière. En septembre 2023, Toyota est le premier constructeur automobile de l'histoire à passer la barre des 300 millions de véhicules produits.
Toyota est à l'origine d'un système de production original, le système de production de Toyota, qui a donné naissance au toyotisme.

## Histoire

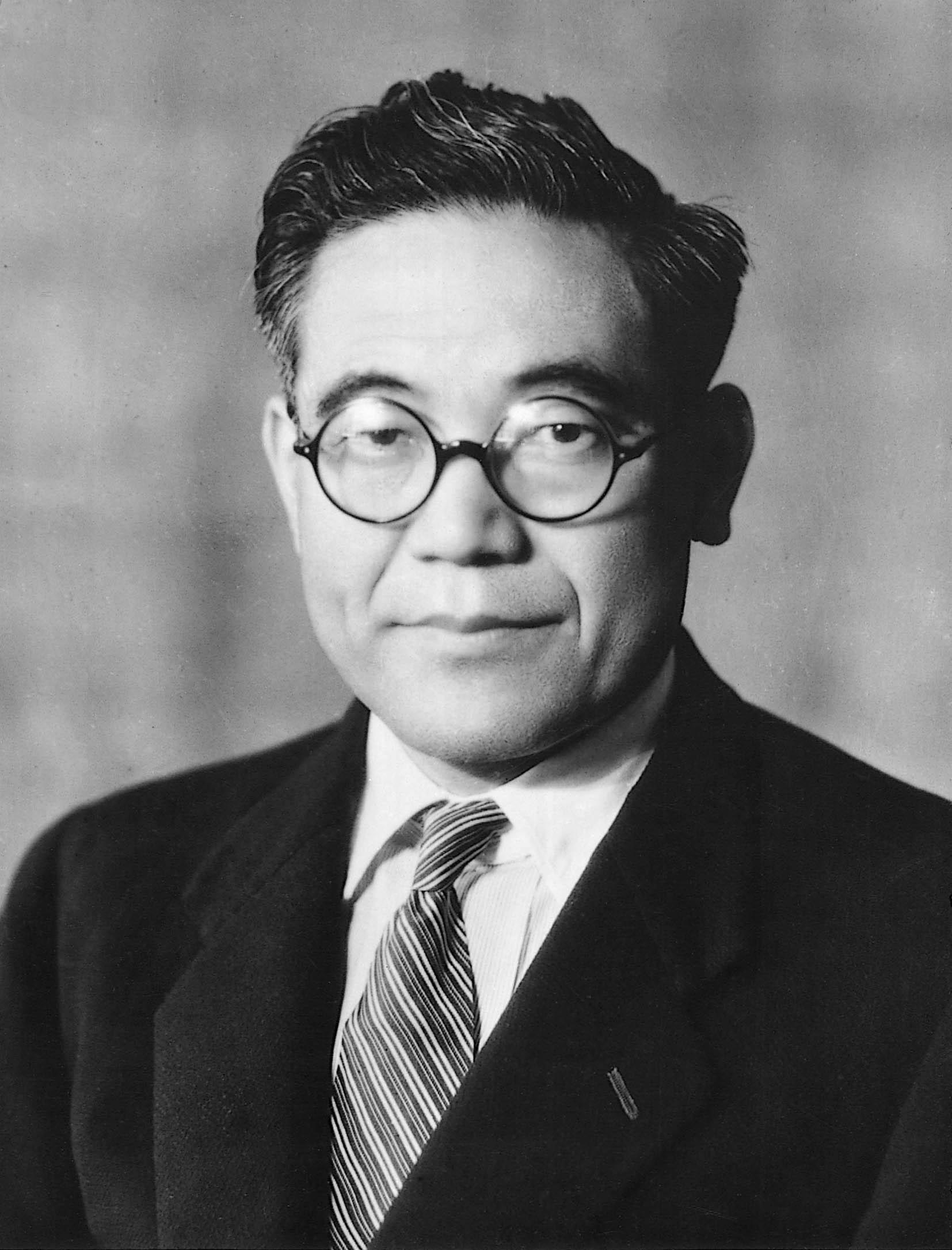
Kiichiro Toyoda.

Le nom de la marque vient du nom de la famille, Toyoda (豊田). À l'origine, le nom était translittéré en hiragana par Toyoda (とよだ). Le champ (田) final n'est pas prononcé ta, mais da. Cette transcription s'écrivant en dix traits de pinceau, le nom a été volontairement changé en Toyota (とよた) qui s'écrit en huit coups de pinceau, chiffre porte-bonheur,.
Aujourd'hui, le nom de cette compagnie ne s'écrit pas en kanjis ni en hiraganas, mais en katakanas (トヨタ), habituellement réservés, dans l'écriture japonaise, aux mots d'origine étrangère, sinon aux slogans ou à la publicité.
La ville de Koromo étant spécialisée dans la soie, sous les ères Meiji et Taishō, l'entreprise Toyota a tout d'abord été une usine de textile. La baisse de la demande de soie brute au Japon et à l'étranger entraina la ville dans un déclin progressif. Ce déclin encouragea Kiichiro Toyoda (豊田喜一郎) et son cousin Eiji Toyoda (豊田 英二) à chercher des alternatives industrielles à l'entreprise familiale de métiers à tisser automatiques. C'est ce qui mena à la fondation de ce qui devint plus tard Toyota Motor Corporation.
C'est au cours de l'année 1936 que le prototype du modèle « AA » est terminé. Il s'agira en fait de la copie conforme au sigle près de la Chrysler Airflow. Doté d'un 6 cylindres de 3,4 litres, ce premier modèle s'écoulera à 1 404 exemplaires. Sa production cesse en 1943.
Le 28 août 1937, Toyota Motor Company (qui deviendra l'actuelle Toyota Motor Corporation) est créée avec Rizaburo Toyoda comme premier président.
Koromo, la ville dans laquelle est situé le siège du groupe, a été rebaptisée Toyota (豊田市) en 1959 en l'honneur de l'entreprise.
En 1937, Kiichiro Toyoda (豊田喜一郎) met en place le principe juste-à-temps (« Just in time », JIT).
En 1948, à la suite de mauvaises ventes et d'un manque de rentabilité, plutôt que de licencier en masse ses employés, il démissionne de son poste au sein de la société. Il meurt quatre ans plus tard, le 27 mars 1952, alors âgé de 57 ans.
En 1957, son cousin Eiji Toyoda (豊田英二) devient le chef de Toyota et supervise le succès de son expansion dans le monde. Il lance la marque de luxe Lexus en 1987.
Dans les années 1980, Toyota collabore avec la dictature militaire au Brésil en lui transmettant des informations sur les activités des militants syndicaux de l'entreprise. Ces informations sont utilisées par la police pour surveiller, harceler et arrêter les syndicalistes afin d'empêcher l'organisation de grèves.
En 1998, Toyota devient le premier constructeur automobile japonais en Europe en termes de volume de vente, dépassant son concurrent Nissan.
Toyota ouvre sa première usine en zone euro à Onnaing (France) en 1999.

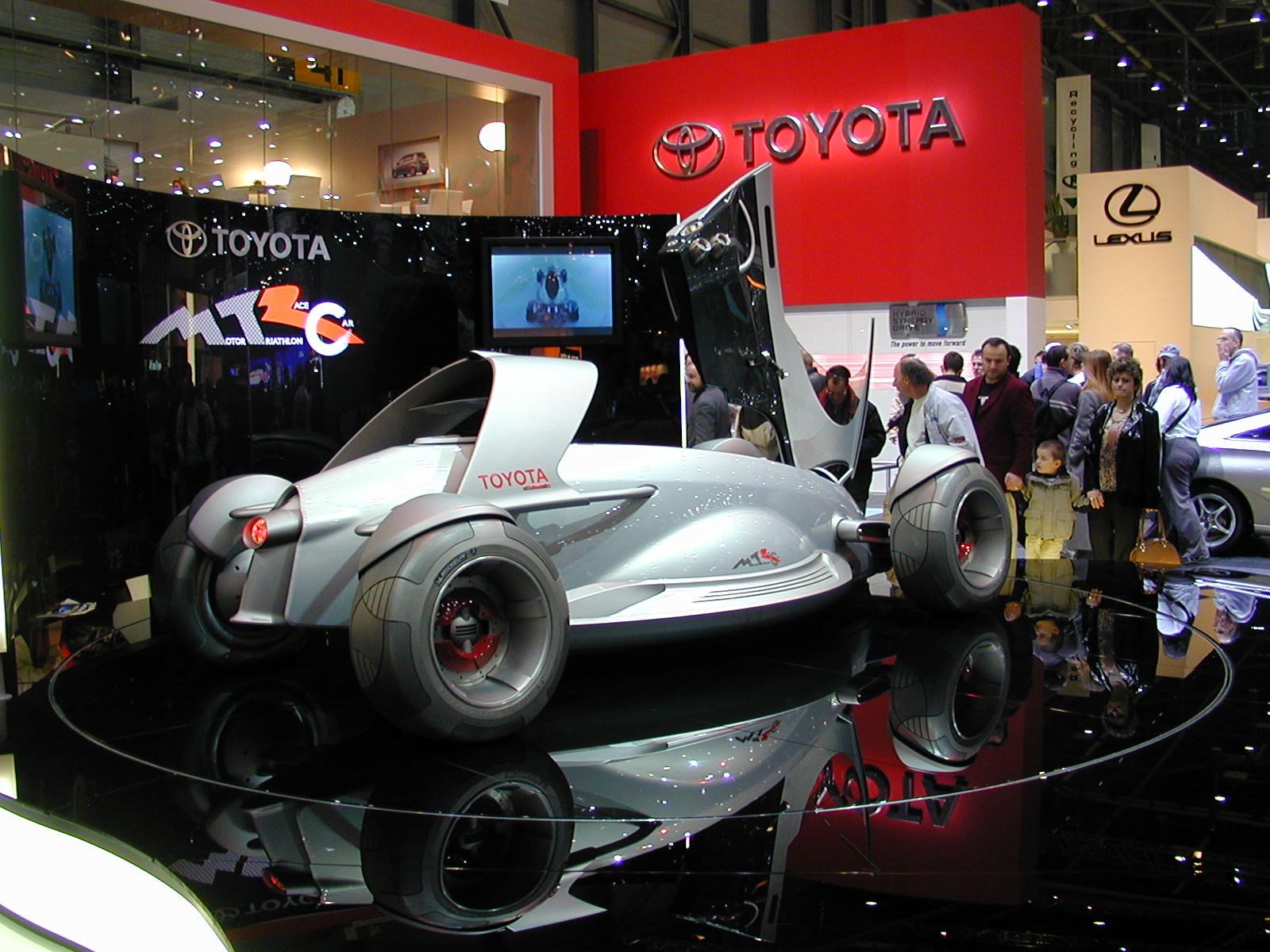
Prototype de Toyota présenté au salon automobile de Genève de 2004.

En 2007, le groupe Toyota, en incluant la production de Daihatsu et de Hino trucks, a fabriqué 9,51 millions de véhicules, ce qui en fait le nouveau leader mondial, contre 9,259 millions de véhicules pour son principal concurrent, General Motors, qui occupait cette place depuis 72 ans,.
Devenu en 2008 leader mondial des ventes, le groupe a montré de grandes performances industrielles, une juste vision du long terme et une bonne rentabilité. La Prius, leader incontestée des véhicules hybrides, a valorisé l'image du groupe. Toutefois, la crise financière de 2008 a provoqué une chute non anticipée des ventes aux États-Unis, où le groupe réalisait ses plus forts bénéfices, et également sur de nombreux autres marchés. La rapide remontée du yen jusqu'alors sous-évalué (+23 % sur 2008 par rapport au dollar) a simultanément dégradé la compétitivité des produits, forçant le groupe à annoncer le premier exercice déficitaire de son histoire.
En 2009, à la suite de la crise et de la quasi-faillite des trois grands aux États-Unis, le marché a changé. Toyota reste premier constructeur avec 7,81 millions de véhicules dans le monde en 2009, contre 8,97 millions un an plus tôt, alors que les dix marques du groupe Volkswagen ont écoulé 6,29 millions de véhicules dans le monde. En mars 2016, elle affichait un chiffre d'affaires de 235,8 milliards de dollars US, la classant au 10e rang des plus grandes entreprises mondiales classées en fonction de leurs performances financières.
En octobre 2015, Toyota fait l'objet d'un questionnement, notamment de la part des États-Unis, quant à l'utilisation massive de leurs pick-ups par l'État islamique. En réponse, Toyota affirme avoir « établi des procédures dans le but d'empêcher nos produits d'être détournés en vue d'une utilisation militaire non-autorisée » mais qu'il est « impossible de contrôler les filières indirectes ou illégales » d'utilisation de leurs véhicules.
En janvier 2016, Toyota annonce l'acquisition des participations qu'il ne détient pas dans Daihatsu, soit 48,8 % de l'entreprise, pour 3 milliards de dollars.
Le 24 mai 2016, Toyota annonce un partenariat avec Uber pour des services de covoiturage dans les pays où il est en pleine expansion.
En août 2017, Toyota annonce un partenariat avec Mazda, par lequel il prend une participation de 5 % dans ce dernier. Ce partenariat vise également à construire ensemble deux usines aux États-Unis pour 1,6 milliard de dollars. Ce partenariat porte également sur le domaine de la voiture électrique.
En avril 2021, Lyft annonce vendre sa filiale spécialisée dans la voiture autonome à Toyota pour 550 millions de dollars.
En avril 2023, le nouveau PDG de Toyota, Koji Sato, annonce, six jours seulement après son arrivée à la tête de la firme, que son groupe allait tout faire pour réussir à vendre 1,5 million de voitures 100 % électriques dans le monde en 2026, alors qu'en 2022 il n'en a écoulé que moins de 25 000 au niveau mondial. Dix nouveaux modèles électriques sortiront d'ici 2026. Une division indépendante concentrée uniquement sur le 100 % électrique est mise en place. Ces annonces font suite à un fort retard accumulé par Toyota, qui avait choisi jusque-là d'investir massivement dans l'hybride et l'hydrogène mais avait négligé le 100 % électrique par rapport aux autres constructeurs. En 2023, le chiffre d'affaires de la société en Russie s'élève à 66 millions d'euros.

### Logo
Le logo Toyota, apparu en 1989, se décrit par trois ellipses qui symbolisent selon la marque automobile japonaise « l'union du consommateur et de l'âme du produit ». Un « T » stylisé est composé des deux petites ellipses intérieures.
Toyota a cependant de nombreux logos, certains associés à un modèle particulier et associés à une gamme complète de véhicules. Le logo arrière de tous les modèles sont identiques, mais au Japon, le logo frontal est souvent différent selon le modèle.

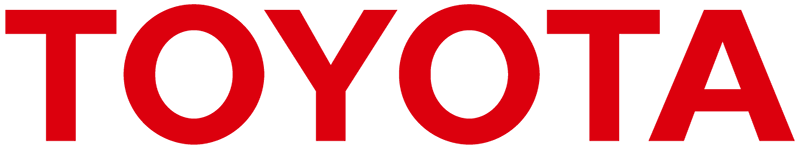
Logo adopté par Toyota en 1978.
Logo adopté par Toyota en 1989.
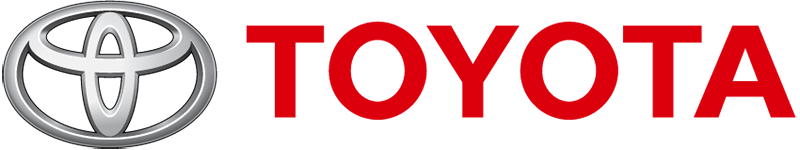
Logo adopté par Toyota en 2005.
Logo de Toyota aux États-Unis depuis 2019.
Logo de Toyota en Europe depuis 2020.

### Présidents
- Rizaburo Toyoda (1937–1941)
- Kiichiro Toyoda (1941–1950)
- Taizo Ishida (1950–1961)
- Fukio Nakagawa (1961–1967)
- Eiji Toyoda (1967–1982)
- Shoichiro Toyoda (en) (1982–1992)
- Tatsuro Toyoda (1992–1995)
- Hiroshi Okuda (en) (1995–1999)
- Fujio Cho (en) (1999–2005)
- Katsuaki Watanabe (2005–2009)
- Akio Toyoda (2009–2023)
- Koji Sato (2023-)

| Portrait                                                      | Identité                       | Période | Période  | Durée  |
| Portrait                                                      | Identité                       | Début   | Fin      | Durée  |
| ------------------------------------------------------------- | ------------------------------ | ------- | -------- | ------ |
| Katsuaki Watanabe, 28 janvier 2006.                           | Katsuaki Watanabe (né en 1942) | 2005    | 2009     | 4 ans  |
| Akio Toyoda, 2011.                                            | Akio Toyoda (né en 1956)       | 2009    | 2023     | 14 ans |
| Pas de portrait sous licence libre disponible pour Kōji Seto. | Kōji Seto (né en 1988)         | 2023    | En cours | 2 ans  |

| Portrait                            | Identité                       | Période      | Période  | Durée                       |
| Portrait                            | Identité                       | Début        | Fin      | Durée                       |
| ----------------------------------- | ------------------------------ | ------------ | -------- | --------------------------- |
| Katsuaki Watanabe, 28 janvier 2006. | Katsuaki Watanabe (né en 1942) | 2005         | 2009     | 4 ans                       |
| Akio Toyoda, 2011.                  | Akio Toyoda (né en 1956)       | 23 juin 2009 | En cours | 15 ans, 11 mois et 23 jours |

## Principaux actionnaires
Les principaux actionnaires au 20 décembre 2019 sont :
| Toyota Motor Corporation               | 14,6 % |
| Toyota Industries Corporation          | 7,31 % |
| Nippon Life Insurance                  | 3,39 % |
| DENSO Corporation                      | 2,76 % |
| Sumitomo Mitsui Trust Asset Management | 2,68 % |
| The Vanguard Group                     | 2,08 % |
| Nomura Asset Managemen                 | 1,99 % |
| MS&AD Insurance Group Holdings         | 1,74 % |
| Tokio Marine Holdings                  | 1,56 % |
| Mitsubishi UFJ Financial Group         | 1,23 % |

## Activités
Toyota construit différents modèles de véhicules. Le travail de Toyota est divisible en quatre périodes correspondant à quatre domaines d'activité.
De 1985 à 1989, Toyota ne travaillait que dans le domaine de l'automobile. Ensuite, de 1990 à 1995, Toyota s'est lancé dans de nouveaux moyens de transport (marine, aérospatiale). De 1996 à 2001, l'entreprise se lance dans les secteurs prometteurs, tels que les biotechnologies, secteurs que l'entreprise développera encore plus dans sa quatrième période — débutant en 2002 — au travers, toujours, de la biotechnologie, de la marine et de l'aérospatiale, mais également au travers de ses recherches en robotique, sur l'environnement et dans le domaine de l'énergie.

### Véhicules hybrides

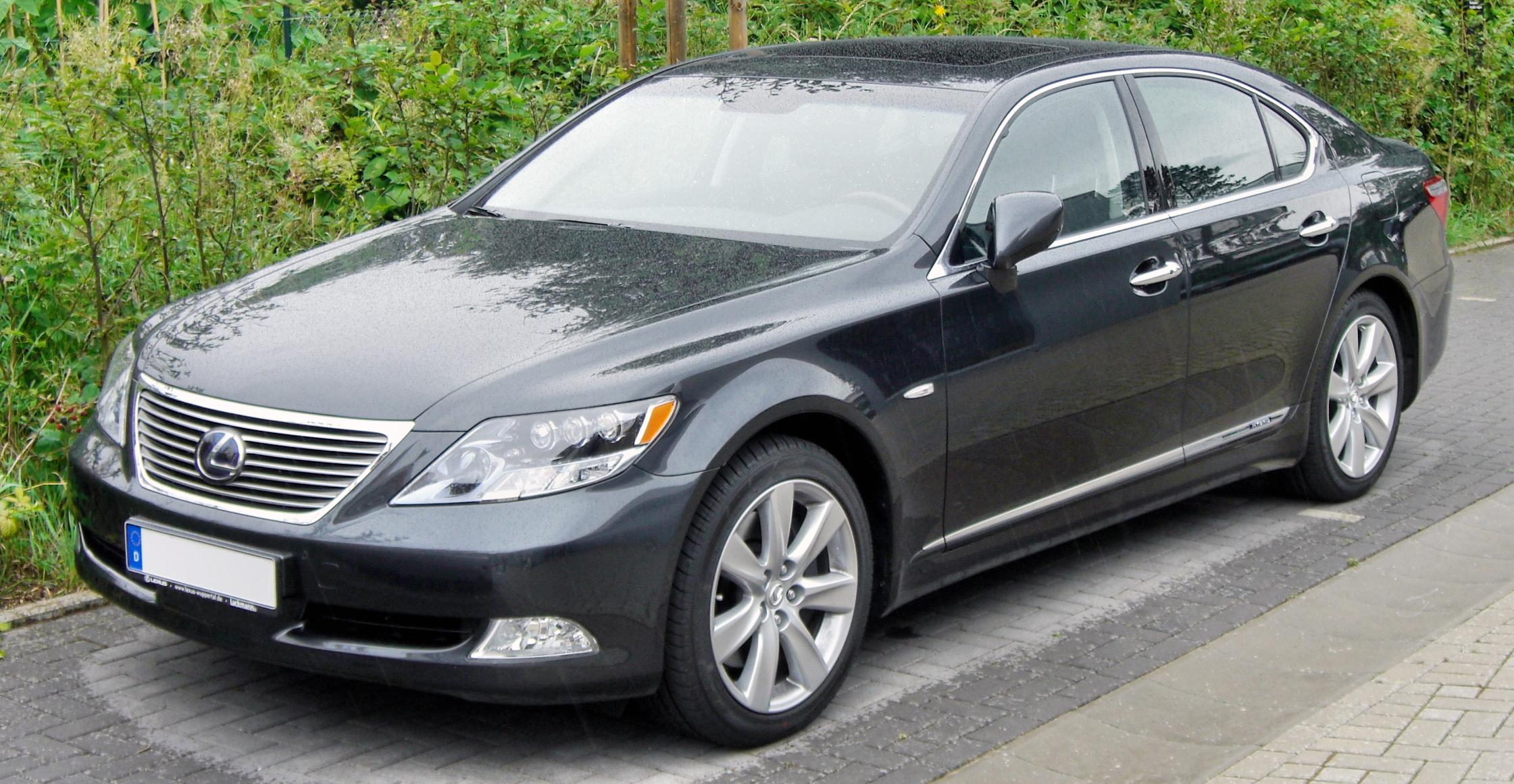
Lexus LS, berline hybride.

Toyota est l'une des plus grandes entreprises à développer les voitures hybrides et la première à produire en masse et commercialiser ces véhicules ; son fer de lance, la Toyota Prius, est ainsi produite et a évolué depuis 1997. L'entreprise a adapté sa technologie à des véhicules de plus petite taille, comme la Toyota Auris ou la Toyota Yaris, ainsi que les modèles de sa marque de luxe, Lexus. Cette technologie a été baptisée et est commercialisée sous le nom « Hybrid Synergy Drive », pour les modèles Toyota, et « Lexus Hybrid Drive » pour les Lexus.
La Prius est devenue le plus vendu des véhicules hybrides sur les marchés d'Amérique du Nord. Toyota dispose en 2010 d'une gamme de plusieurs véhicules hybrides : Prius, Highlander, Sienna et Camry. La firme espère, au plus tard en 2020, être en mesure d'offrir sa gamme complète de voitures, camions, SUV avec une option Hybrid Synergy Drive.
Les ventes mondiales de véhicules hybrides produites par Toyota ont atteint le million de véhicules le 31 mai 2007 et la barre des deux millions a été passée le 31 août 2009, avec un marché étalé sur 50 pays.

### Véhicules hybrides rechargeables

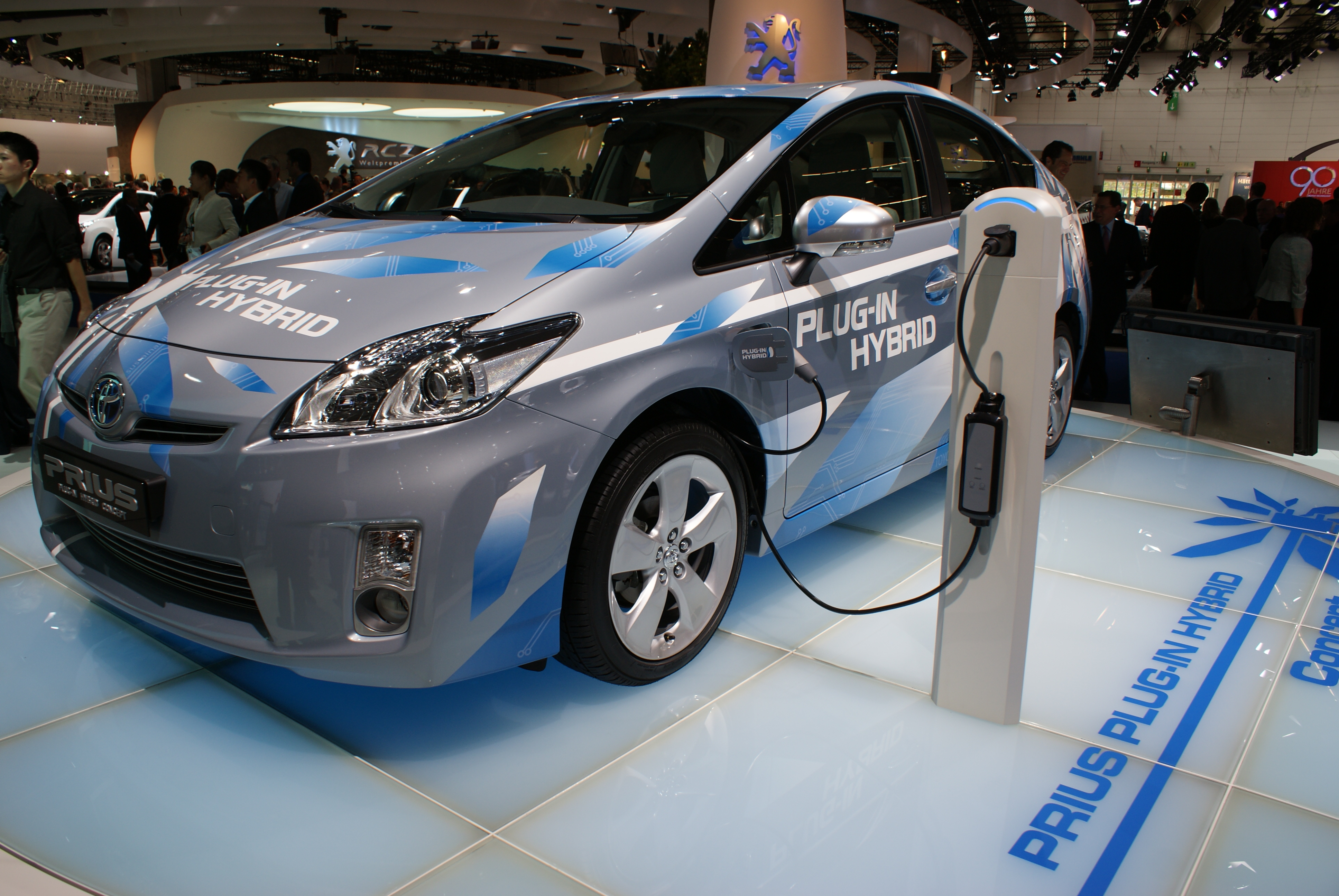
Plug-in Prius concept.

Après avoir testé le Toyota Plug-in HV au Japon et aux États-Unis avec succès en 2011 et 2012, Toyota a lancé la production en série d'une gamme de véhicules hybrides rechargeables. Comme la Volt de Chevrolet, il utilise une batterie au lithium-ion. La gamme 2015 devrait se composer de la Prius, de la Camry, du SUV Highlander et d'une Lexus PHEV (Plug-in de véhicules électriques hybrides) et pourrait avoir un impact environnemental plus faible que les hybrides existants.

### Véhicules tout électrique
Toyota décide en 2008 d'accélérer le développement de différents modèles de véhicules qui fonctionnent uniquement à l'électricité dans le but de les produire en masse dès 2011-2012.
En mai 2010, Toyota lance une collaboration avec Tesla Motors pour développer ses futurs modèles, tels que le nouveau RAV4 en 2012. Toyota compte investir 70 milliards en dollars américains d'ici à 2030 afin de développer sa gamme de véhicules électriques.
Le 1er avril 2023, Koji Sato succède à Akio Toyoda à la tête du groupe Toyota. Il déclare : « Nous nous préparons depuis des années à fabriquer des véhicules 100 % électriques fonctionnant sur des batteries pour Toyota et Lexus. Le moment est enfin venu. » Toyota pense être en mesure de vendre, toutes marques confondues, 3,5 millions de véhicules électriques en 2030, soit environ un tiers de sa production annuelle. Promettant un afflux de modèles 100 % électriques en 2026, il précise que le groupe va électrifier son offre par le haut en convertissant d'abord sa marque premium Lexus, qui ne proposera plus que des modèles électriques chez ses concessionnaires européens, nord-américains et chinois dès 2030.

### Courses automobiles

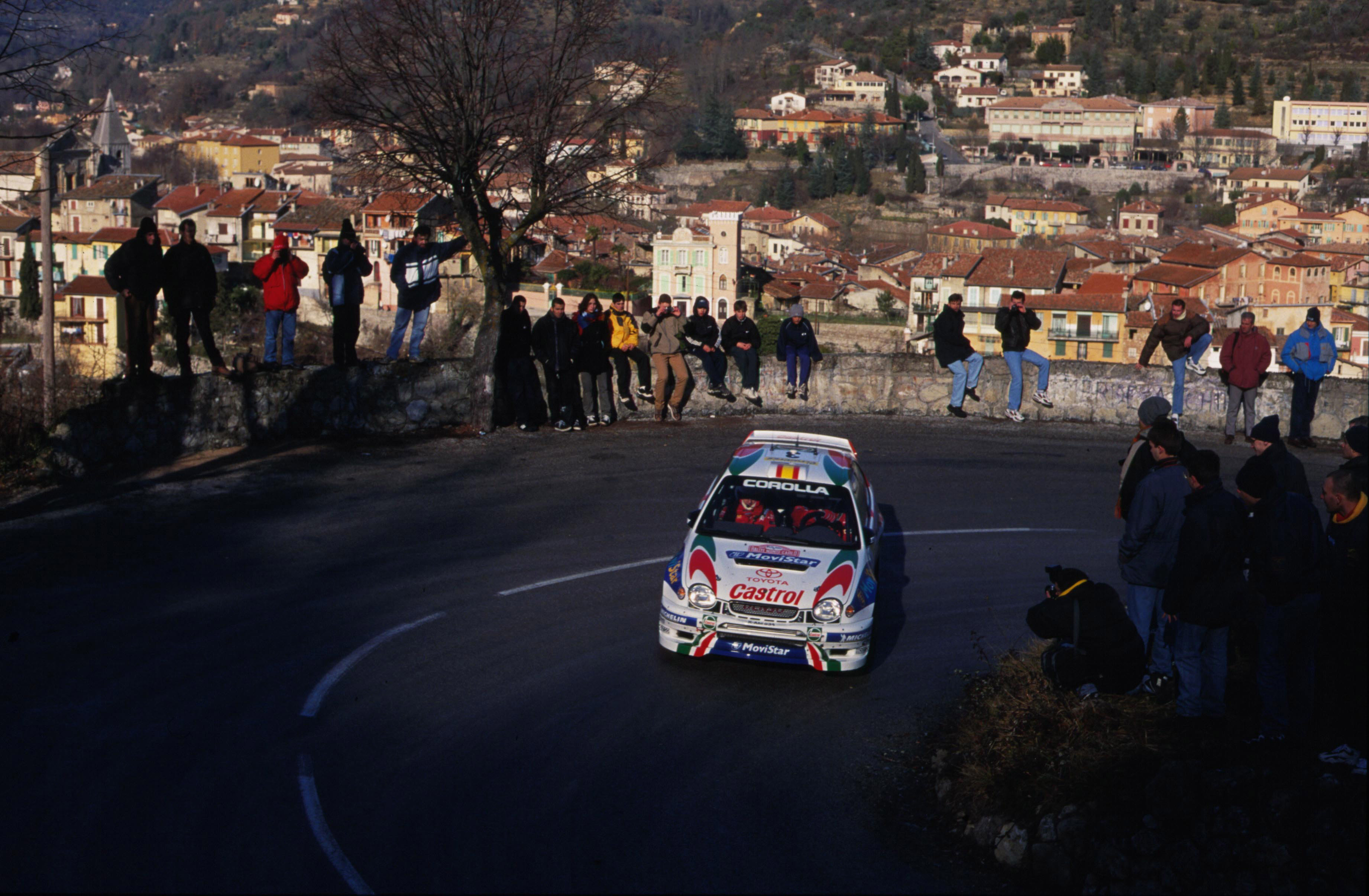
La Toyota Corolla WRC championne du monde constructeurs en 1999.

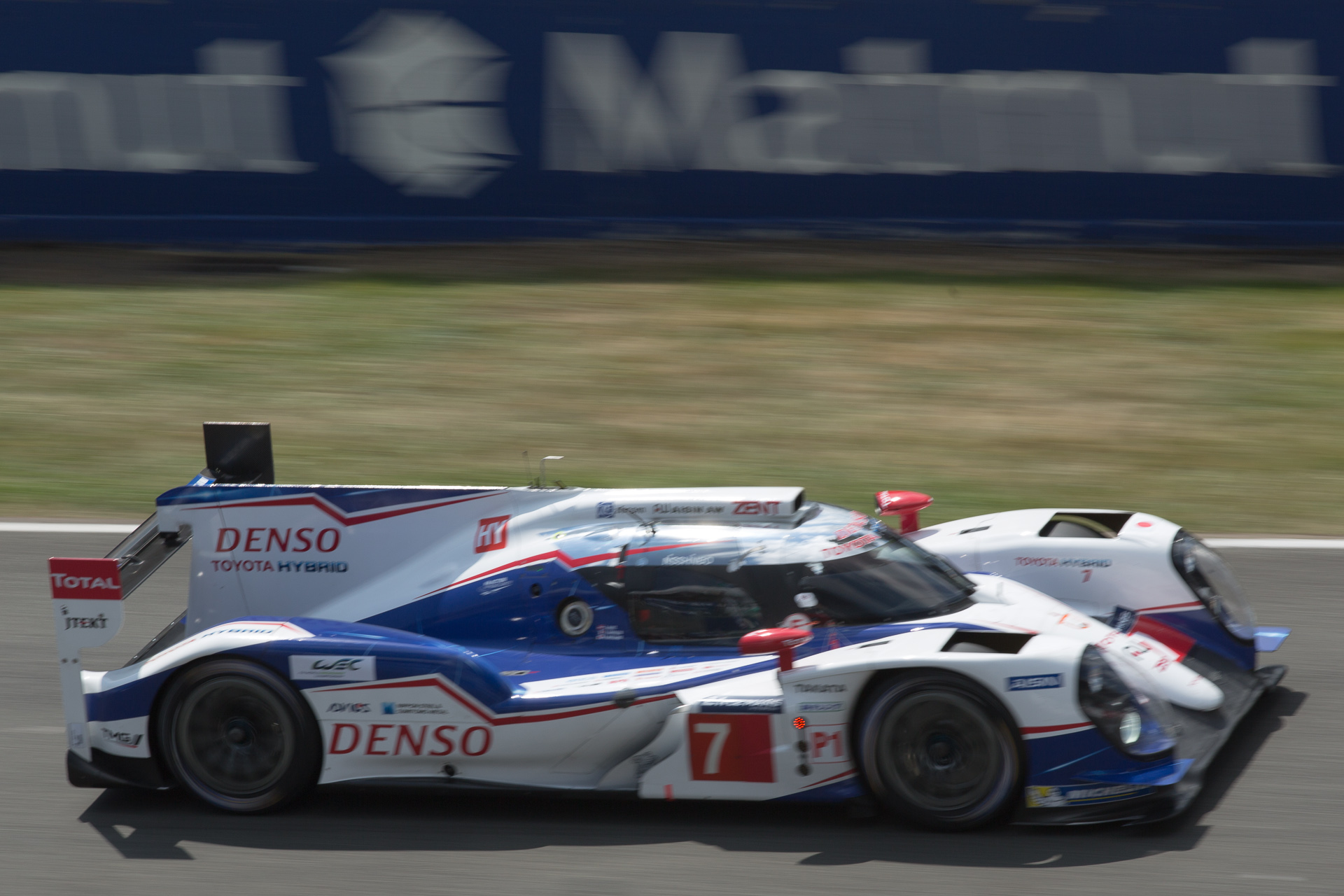
La Toyota TS040 Hybrid no 7 aux 24 Heures du Mans 2014.

Toyota Motorsport, la branche de sports mécaniques de Toyota, fait concourir diverses équipes dans les plus prestigieuses compétitions automobiles : 24 Heures du Mans (de 1985 à 1993, de 1998 à 1999, et depuis 2012), championnat du monde des rallyes (de 1982 à 1995, de 1997 à 1999, et depuis 2017). Toyota participa également au championnat du monde de Formule 1 de 2002 à 2009.
En rallye, lors de la saison 1993, Juha Kankkunen est champion du monde des pilotes tandis que Toyota remporte le championnat du monde des constructeurs. En 1994, Toyota conserve ses deux titres, avec Didier Auriol qui devient champion du monde des pilotes. Toyota remporte ensuite pour la deuxième fois le championnat du monde des rallyes en tant que constructeur en 1999.
En 2014, Toyota remporte le championnat du monde d'endurance FIA (WEC).

### Divisions et filiales
- Toyota : constructeur généraliste.
- Lexus : marque de modèles de luxe créée en 1987 par Toyota.
- Daihatsu : spécialisé dans la production de véhicules keijidōsha détenu à 100 % depuis 2016.
- Scion : marque uniquement commercialisée aux États-Unis et au Canada, disparue le 3 février 2016.
- Hino Trucks : spécialisé dans la production de camions et bus. Détenu à 50,1 %.
- Denso : équipementier détenu à 25 % par Toyota.
- Gazoo Racing.
- Aisin Seiki : spécialisé dans les équipements pour automobiles. Détenu à 24,5 %.
- Subaru Corporation : fabrication d'équipements de transport. Détenu à 16,5 %.
- KDDI Corporation : opérateur de télécommunications japonais. Détenu à 12 %.
- Koyo Seiko Co., Ltd : détenu à 20 %.

### Taxis volants
En début d'année 2020, le constructeur japonais a fait part des investissements réalisés pour le développement des taxis volants, notamment dans la start-up Joby aviation.

## Production
La production du groupe se fait majoritairement au Japon, même si des centres de production ont été installés sur tous les continents.

### Les sites du constructeur

Pays dans lesquels des usines d'assemblage Toyota sont implantées.

#### Au Japon
- Usine Toyota de Takaoka
- Usine Toyota de Tsutsumi
- Usine Toyota de Tahara
- Usine Toyota de Fukuoka
- Usine Toyota de Kanegasaki
- Usine Toyota de Kokura
- Usine Toyota d'Aichi
- Usine Toyota de Gunma

#### Reste du monde
- Europe[44] :
  - Usine Toyota d'Onnaing, France ;
  - Usine Toyota de Kolin, République tchèque ;
  - Usine Toyota d'Adapazarı, Turquie ;
  - Usine Toyota de Burnaston, Grande-Bretagne ;
  - Usine Toyota de Ovar, Portugal ;
  - Usine Toyota de St Petersbourg, Russie.
- Amérique :
  - Brésil ;
  - Canada ;
  - États-Unis.
  - Mexique
- Asie/Pacifique :
  - Australie (Toyota Australia) : le 10 février 2014, le groupe annonce qu'il va retirer toutes ses unités de production sur le territoire australien, celui-ci n'étant plus assez rentable[45]. La production est arrêtée en 2017[46] ;
  - Indonésie ;
  - Malaisie ;
  - Pakistan ;
  - Philippines ;
  - Taïwan ;
  - Thaïlande.

### Répartition géographique
| Continent        | Nombre d'unités |
| ---------------- | --------------- |
| Amérique du Nord | 1 189 100       |
| Europe           | 507 300         |
| Afrique          | 102 800         |
| Asie             | 1 501 400       |
| Japon            | 2 792 200       |
| Océanie          | 96 800          |
| Monde            | 6 371 300       |

| Continent        | Nombre d'unités |
| ---------------- | --------------- |
| Amérique du Nord | 1 975 400       |
| Europe           | 886 000         |
| Afrique          | 201 400         |
| Asie             | 1 533 900       |
| Japon            | 1 375 500       |
| Océanie          | 231 200         |
| Monde            | 6 979 600       |

### Chiffres de vente
En 2006, les ventes annuelles de Toyota s'élèvent à 8,8 millions de véhicules pour un bénéfice net annuel évalué à 9,6 milliards d'euros et 286 000 employés dans le monde (dont 38 000 aux États-Unis). À titre de comparaison, General Motors affichait une production de 9,09 millions d'unités pour un bénéfice net annuel de 1,5 milliard et 284 000 employés. À production similaire, Toyota, en position de challenger, affiche un bénéfice six fois supérieur à son concurrent direct.
Le 24 avril 2007, Toyota devient le premier constructeur automobile mondial. Au premier trimestre 2007, le constructeur nippon a écoulé 2,348 millions de véhicules, soit 88 000 véhicules de plus que General Motors ; il finit l'année avec une production totale de 9 497 000 véhicules, soit 213 000 de plus que les 9,284 millions de son nouveau challenger.
Le groupe du constructeur japonais annonce avoir assemblé 6 979 600 véhicules dans le monde en 2009, malgré la crise économique qui touche fortement le marché de l'automobile ; au Japon, la baisse de la production atteint 27,6 % sur un marché dont elle possède 47,1 % de part de marché ; la baisse de la production est de 14,7 % à l'étranger et de 21,7 % au niveau mondial.
Le 8 février 2009, Toyota déclare une perte nette record d'environ CAD. Elle prévoit une perte plus élevée pour l'année financière se terminant en 2010. Le 27 août 2009, la direction de Toyota décide de fermer l'usine située à Fremont, Californie, et de transférer la production du groupe en Ontario, Canada.
Toyota conserve sa première place de constructeur automobile en 2010, et ce, malgré la crise des rappels qu'a connue le groupe, avec 8 420 000 véhicules, soit 30 000 de plus que son concurrent direct General Motors qui a vu ses chiffres progresser de manière plus significative à la suite de la cession de certaines marques et de la restructuration de l'entreprise en 2009.

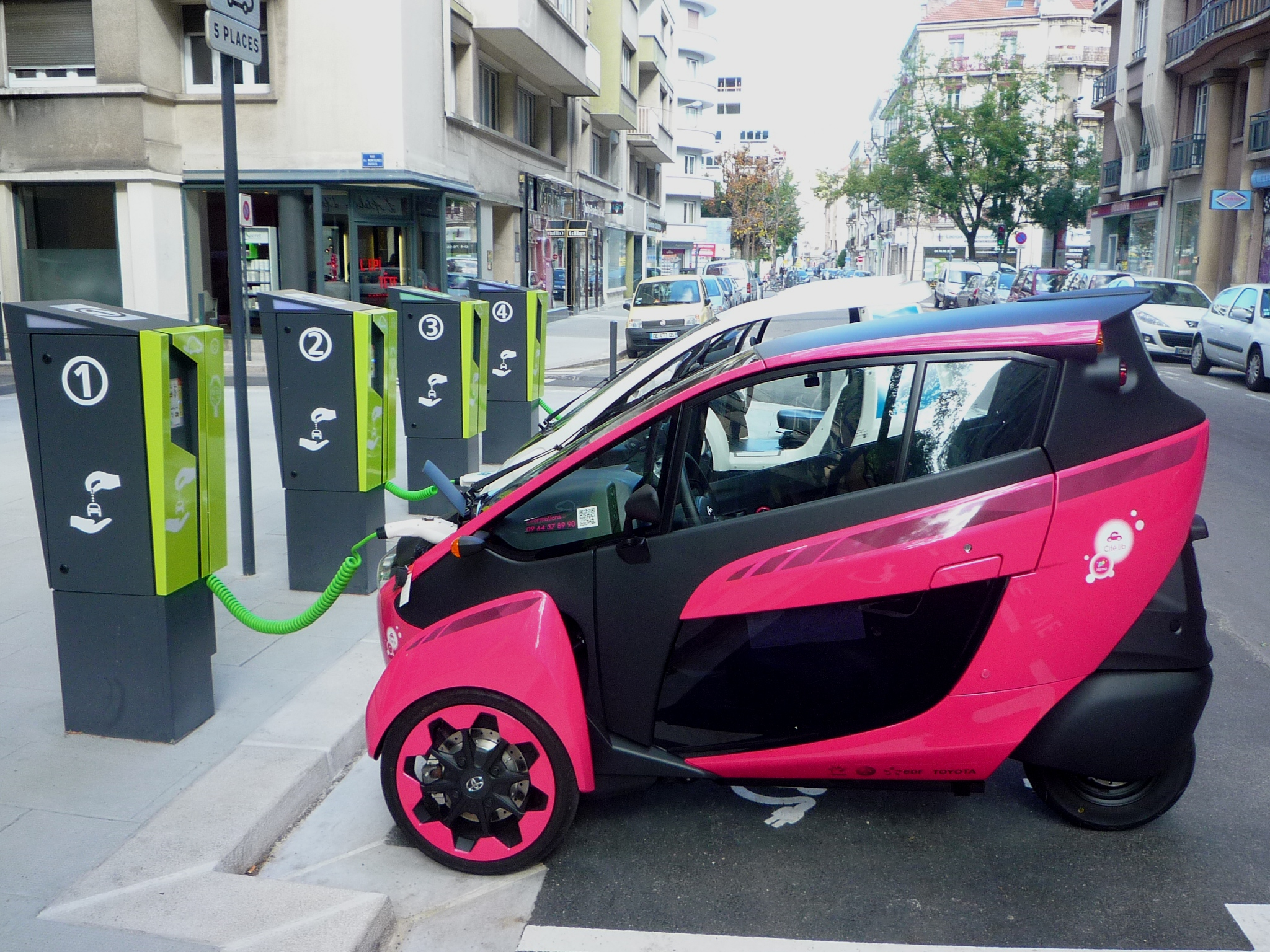
Toyota i-road à Grenoble en 2014.

Le 11 mars 2011, un séisme sur la côte Pacifique du Tōhoku et le tsunami consécutif détruisent une grosse partie des usines et des stocks de Toyota, ce qui diminue considérablement les ventes et fait perdre la place de no 1 mondial au groupe Toyota. Toyota s'étant remis très rapidement des conséquences du séisme et ayant retrouvé un niveau de production normal dès l'été 2011, le constructeur connait une année 2012 très fructueuse en atteignant des records de ventes à travers le monde et surtout au Japon. Il regagne ainsi, en à peine un an, sa place de no 1 mondial en mai. Le constructeur annonce en 2012 avoir vendu 4 millions de véhicules hybrides depuis 1997 dans le monde.
En 2013, Toyota est le constructeur qui a vendu le plus de véhicules au monde avec 9,98 millions d'unités. En parallèle, 1,26 million de véhicules hybrides ont été vendus par Toyota en 2014.
En 2018, Toyota investit 300 millions d'euros sur le site d'Onnaing et y crée 700 emplois, et se dote d'une place du marché Mirakl.
| Année | Production |
| Année | Japon      |
| ----- | ---------- |
| 1935  | 20         |
| 1936  | 1 142      |
| 1937  | 4 013      |
| 1938  | 4 615      |
| 1939  | 11 981     |
| 1940  | 14 787     |
| 1941  | 14 611     |
| 1942  | 16 302     |
| 1943  | 9 827      |
| 1944  | 12 720     |
| 1945  | 3 275      |
| 1946  | 5 821      |
| 1947  | 3 922      |
| 1948  | 6 703      |
| 1949  | 10 824     |
| 1950  | 11 706     |
| 1951  | 14 228     |
| 1952  | 42 106     |
| 1953  | 16 496     |
| 1954  | 22 713     |
| 1955  | 22 786     |
| 1956  | 46 716     |
| 1957  | 79 527     |
| 1958  | 78 856     |
| 1959  | 101 194    |
| 1960  | 154 770    |
| 1961  | 210 937    |
| 1962  | 230 350    |
| 1963  | 318 495    |
| 1964  | 425 764    |
| 1965  | 477 643    |
| 1966  | 587 539    |
| 1967  | 832 130    |
| 1968  | 1 097 405  |
| 1969  | 1 471 211  |
| 1970  | 1 609 190  |
| 1971  | 1 955 033  |
| 1972  | 2 087 133  |
| 1973  | 2 308 098  |
| 1974  | 2 114 980  |
| 1975  | 2 336 053  |
| 1976  | 2 487 851  |
| 1977  | 2 720 758  |
| 1978  | 2 929 157  |
| 1979  | 2 996 225  |

| Année | Production    | Production    | Ventes    |
| Année | Groupe Toyota | Marque Toyota | Japon     |
| ----- | ------------- | ------------- | --------- |
| 1980  | 3 293 344     |               |           |
| 1981  | 3 220 418     |               |           |
| 1982  | 3 144 557     |               |           |
| 1983  | 3 272 335     |               |           |
| 1984  | 3 429 249     |               |           |
| 1985  | 3 665 622     |               |           |
| 1986  | 3 660 167     |               |           |
| 1987  | 3 638 279     |               |           |
| 1988  | 3 956 697     |               | 2 120 273 |
| 1989  | 3 975 902     |               | 2 308 863 |
| 1990  | 4 212 373     |               | 2 504 291 |
| 1991  | 4 085 071     |               | 2 355 356 |
| 1992  | 3 931 341     |               | 2 228 941 |
| 1993  | 3 561 750     |               | 2 057 848 |
| 1994  | 3 508,456     |               | 2 031 064 |
| 1995  | 3 171 277     |               | 2 060 125 |
| 1996  | 3 410 060     |               | 2 135 276 |
| 1997  | 3 502 046     |               | 2 005 949 |
| 1998  | 5 210 000     |               |           |
| 1999  | 5 462 000     |               |           |
| 2000  | 5 954 723     |               |           |
| 2001  | 5 847 743     |               | 2 291 503 |
| 2002  | 6 309 307     |               | 2 218 324 |
| 2003  | 6 826 166     |               | 2 305 635 |
| 2004  | 7 547 177     |               | 2 387 556 |
| 2005  | 8 232 143     |               | 2 368 817 |
| 2006  | 9 017 786     |               | 2 368 706 |
| 2007  | 9 497 754     |               | 2 261 515 |
| 2008  | 9 225 236     |               | 2 153 197 |
| 2009  | 7 234 439     |               | 1 996 174 |
| 2010  | 8 418 000     |               | 2 010 700 |
| 2012  | 9 747 762     |               | 2 411 890 |
| 2013  | 8 948 000     |               |           |
| 2014  | 9 147 000     |               |           |
| 2015  | 10 150 726    | 8 536 275     | 2 169 469 |
| 2016  | 10 175 726    | 8 548 111     | 2 231 202 |
| 2017  | 10 386 000    | 9 384 000     | 2 331 839 |
| 2018  | 10 594 000    | 9 895 670     | 2 281 991 |
| 2019  | 10 742 122    | 8 948 923     | 2 338 893 |
| 2020  | 9 528 438     | 7 973 453     | 1 553 280 |
| 2021  | 10 495 548    | 8 855 145     | 1 425 018 |
| 2022  | 10 483 024    | 8 941 596     | 1 247 879 |
| 2023  |               | 10 408 781    |           |

#### Record
En juin 2012, Toyota annonce avoir dépassé la barre des 200 millions de véhicules produits dans le monde depuis sa naissance en 1935, soit en 76 ans et 11 mois, dont 145,21 millions de véhicules produits au Japon.

## Problèmes rencontrés

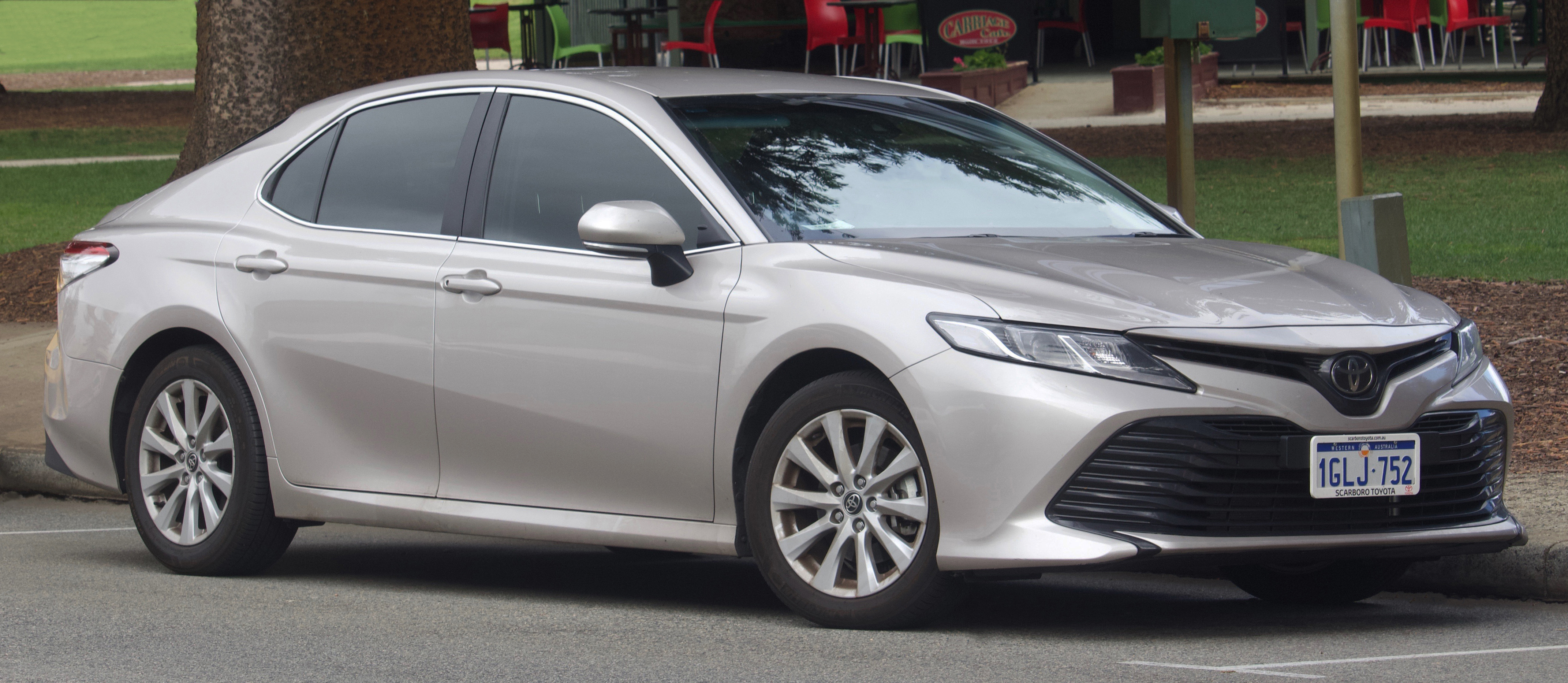
Toyota Camry (ASV70R) berline Ascent 2018.

### Conditions de travail
En 1976, le journaliste japonais Satoshi Kamata, après avoir travaillé plusieurs mois dans les usines Toyota, dévoile au grand public les méthodes de travail très dures du groupe (et qui inspireront de nombreux concurrents). Il publie un livre sur ce sujet qui sera traduit dans le monde entier : Toyota, l'usine du désespoir : Journal d'un ouvrier saisonnier.

### Défauts et rappels
Le 24 août 2009, Toyota effectue le plus grand rappel de son histoire, impliquant environ 680 000 véhicules vendus en Chine (des Camry et d'autres berlines).
Début 2010, Toyota doit faire face à une crise sans précédent à la suite d'un défaut qui touche la pédale d'accélérateur de plusieurs modèles, qui entraine le rappel de quelque neuf millions de véhicules dans le monde, pour un coût estimé à 1,4 milliard d'euros, puis quelques jours plus tard, 270 000 sont rappelés pour un défaut de fabrication sur des freins d'un modèle hybride. C'est le deuxième plus gros rappel de l'histoire automobile mondiale, après celui effectué par Ford. Le PDG de l'entreprise Akio Toyoda est allé jusqu'à s'excuser devant une mission parlementaire du Congrès américain, fait rarissime dans l'industrie.
En lien avec cette affaire, l'agence Associated Press (AP) a demandé des précisions à Toyota à propos des données enregistrées par les boîtes noires des véhicules Toyota. AP affirme que Toyota est plus secrète que ses compétitrices en ce qui concerne ses données : Toyota serait réticente à transmettre des informations aux autorités judiciaires, allant même jusqu'à les effacer des transcriptions.
Le 19 mars 2014, Toyota est condamnée aux États-Unis à une amende de 1,2 milliard de dollars, à cause d'un programme dont le code « de bas niveau » embarqué dans de nombreux véhicules a engendré la mort d'une famille de quatre personnes en Californie et de 89 personnes au total, comme l'atteste le rapport de Michael Barr, l'expert des plaignants, lors du procès.
Le 11 juin 2014, Toyota annonce le rappel de 2,27 millions de véhicules dans le monde pour des « problèmes de sacs gonflables ».
En juin 2016, Toyota est confrontée coup sur coup à deux rappels d'envergure, liés d'une part à un possible dysfonctionnement des airbags de ses véhicules, et d'autre part à un risque de fissures susceptibles de causer des fuites de carburant sur plusieurs modèles. Près de 3,4 millions de véhicules sont concernés par ces deux campagnes de rappels.

### Fraude
En juin 2024 éclate au Japon un scandale des certifications frauduleuses de véhicules. Il concerne Toyota, Honda, Mazda, Yamaha et Suzuki, et touche un total de 38 modèles. Toyota est contraint de suspendre la production de trois de ses voitures, Mazda de deux, et Yamaha d’un. Les modèles concernés chez Suzuki et Honda ne sont plus en construction, ce qui leur a permis d’éviter l’arrêt de leur chaîne de production.

## Toyota Safety Sense
En novembre 2017, il a été annoncé une nouvelle génération de paquet de sécurité préventive avec des fonctions considérablement améliorées. Il a d'abord été installé dans l'Alphard et le Vellfire (connus respectivement sous le nom Toyota Land Cruiser et Toyota C-HR au Japon et en Europe), qui ont subi des modifications mineures en décembre de la même année. Le nom de l'ensemble et son développement ont été unifiés sous le nom de "Toyota Safety Sense", et les fonctions suivantes ont été améliorées et ajoutées à la première génération de "Toyota Safety Sense P".

### Sécurité pré-collision (radar à ondes millimétriques et système de caméra monoculaire)
En améliorant les performances de la caméra monoculaire et du radar à ondes millimétriques, le système a ajouté la capacité de détecter les cyclistes de jour et les piétons de nuit.
Sur la Yaris lancée en février 2020, une fonction de détection des véhicules arrivant en sens inverse lors d'un virage à droite à une intersection et des piétons arrivant en sens inverse lors d'un virage à droite ou à gauche, ainsi qu'une fonction de contrôle de l'accélération lorsque la pédale d'accélérateur est enfoncée plus fort que nécessaire à partir de l'arrêt ou à faible vitesse lorsqu'un piéton, un cycliste ou un véhicule se trouve devant le véhicule ont été ajoutées.

### Assistance au suivi de voie [LTA]
Lorsque le régulateur de vitesse à radar est activé, le système reconnaît les lignes blanches et orange sur la surface de la route et, si les lignes ne sont pas reconnues, il aide le conducteur à diriger le véhicule pour suivre le véhicule qui le précède. Même lorsque le régulateur de vitesse n'est pas utilisé, le système avertit le conducteur lorsqu'il y a une possibilité de déviation de la voie et l'aide à diriger le véhicule pour éviter la déviation.

### Assistance à la signalisation routière [RSA]
Fonction qui affiche les panneaux de signalisation reconnus par la caméra sur l'écran multi-informations et l'affichage tête haute pour réduire le risque de manquer des panneaux et encourager une conduite sûre.
Les fonctions suivantes ont été regroupées depuis la première génération. À partir de la deuxième génération, les noms des caractéristiques sont donnés sous forme abrégée :
- alerte de franchissement de ligne [LDA] (avec fonction de contrôle de la direction) ;
- système de feux de route adaptatif [AHS] ;
- feux de route automatiques [AHB] ;
- régulateur de vitesse à radar (avec fonction de suivi à toutes les vitesses et commande de freinage).